# Sugar Ray Robinson
"Sugar" Ray Robinson (all'anagrafe Walker Smith Jr.) (Ailey, 3 maggio 1921 – Culver City, 12 aprile 1989) è stato un pugile statunitense.
Considerato da molti e dagli stessi Joe Louis e Muhammad Ali il più grande pugile di tutti i tempi, come professionista detenne il titolo mondiale unificato dei pesi welter per 5 anni e conquistò 5 volte quello dei pesi medi. Ottenne numerosi riconoscimenti, tra cui quello di Fighter of the Year nel 1942 e 1951 secondo la rivista Ring Magazine. La stessa rivista gli tributò il titolo di Fighter of the Decade (1950-1960) e gli assegnò il prestigioso titolo di Best Pound for Pound of All Time nel 1997. Robinson è stato nominato "miglior pugile del XX secolo" da Associated Press e "miglior pugile di sempre" da ESPN nel 2007.
La International Boxing Hall of Fame lo ha riconosciuto fra i più grandi pugili di ogni tempo fin dal 1990. Nel corso della sua lunga carriera, durata 25 anni, combatté un totale di 200 incontri. Come pugile dilettante Robinson ottenne un record di 85-0, con 69 vittorie per KO, 40 delle quali nel 1º round. Passò al professionismo nel 1940, a 19 anni, e dal 1943 al 1951 mantenne una striscia di imbattibilità di 91 risultati utili consecutivi, la terza più lunga nella storia della disciplina; al 1951 vantava un prestigioso record professionale di 128-1-2, con 84 KO. Robinson mantenne il titolo mondiale dei pesi welter dal 1946 al 1951 e conquistò il mondiale dei pesi medi nello stesso anno.
Nel 1952 si ritirò per la prima volta, ma rientrò nel 1955 riprendendosi immediatamente il titolo mondiale dei medi. Robinson detiene diversi primati nel mondo della boxe, tra cui quello di essere stato il primo pugile a conquistare per ben 5 volte il titolo mondiale della sua categoria, record che raggiunse sconfiggendo Carmen Basilio nel 1958, riprendendosi il titolo che lo stesso Basilio gli aveva strappato sei mesi prima. Dopo una ricca e longeva carriera, si ritirò per la seconda ed ultima volta l'11 novembre 1965, congedandosi come uno dei picchiatori più temibili di sempre con i suoi 108 KO in 200 incontri.
Oltre a Basilio, sconfisse tutti i più grandi pugili che ebbe occasione di incontrare: Jake LaMotta, Gene Fullmer, Carl 'Bobo' Olson, Henry Armstrong, Rocky Graziano e Kid Gavilán. Noto per il suo stile di vita ostentato fuori dal ring, Robinson è considerato l'iniziatore dell'entourage sportivo. Alla fine della carriera pugilistica, Robinson tentò senza riuscirci quella di intrattenitore, dibattendosi in ristrettezze economiche fino alla morte, avvenuta nel 1989. Nel 2006 fu incluso in un francobollo commemorativo rilasciato dalla United States Postal Service.

## Biografia

### Le origini
Sugar Ray Robinson nacque Walker Smith Jr. ad Ailey, in Georgia (secondo il suo certificato di nascita), o a Detroit, nel Michigan (secondo la sua autobiografia), da Walker Smith, Sr. e Leila Hurst. Robinson era il più giovane di tre figli; le due sorelle maggiori Marie ed Evelyn nacquero rispettivamente nel 1917 e nel 1919. Suo padre era un coltivatore di cotone, arachidi e mais in Georgia, e si spostò insieme a tutta la famiglia a Detroit, dove inizialmente trovò lavoro come operaio edile. Secondo Sugar Ray, Smith Sr., per sostenere la famiglia, fece in seguito due lavori contemporaneamente: miscelatore di cemento e manutentore di fognature. "Si doveva alzare alle sei del mattino e ritornava a casa verso mezzanotte. Sei giorni su sette. L'unico giorno in cui potevo veramente vederlo era la domenica… Avrei voluto passare più tempo con lui."
All'età di dodici anni, quando i genitori divorziarono, il giovane Walker Smith Jr. si trasferì ad Harlem con la madre. Inizialmente voleva diventare un medico, ma dopo essere stato espulso dalla De Witt Clinton High school decise di diventare un pugile. Quando aveva quattordici anni tentò di partecipare al suo primo torneo di pugilato, ma gli dissero che avrebbe potuto parteciparvi solo con una tessera che dimostrasse che era membro dell'AAU. Tuttavia, Robinson non riuscì ad iscriversi ed ottenne la tessera a sedici anni. Gli venne dato il nome di Ray Robinson dopo che ebbe aggirato le restrizioni della AAU fingendosi più vecchio, grazie alla tessera di un suo amico di nome Ray Robinson. Il soprannome "Sugar", invece, gli venne dato da George Gainford, suo futuro manager, secondo il quale lo stile di Robinson era "dolce come lo zucchero", e da allora Smith Jr. venne chiamato "Sugar" Ray Robinson.
Gli idoli sportivi del giovane Robinson erano Henry Armstrong e Joe Louis. Anche quest'ultimo visse a Detroit, nel medesimo quartiere di Sugar, quando Ray aveva 11 anni e lui 17. Nella sua autobiografia Robinson disse di essere rimasto sconvolto dalla sconfitta che Louis subì da Max Schmeling nel 1936, tanto da aver perfino pensato di abbandonare il pugilato. Fuori dal ring Robinson finiva frequentemente nei guai e venne spesso coinvolto nelle violente risse e battaglie fra bande rivali. A 16 anni, inoltre, si sposò. Ebbe un figlio dalla moglie, prima di divorziare, all'età di 19 anni.

## Carriera

### Carriera da dilettante
Terminò con una strabiliante serie di 85 vittorie consecutive (senza nemmeno una sconfitta), di cui ben 69 per KO o KO tecnico. Nel 1939 vinse il torneo dei Golden Gloves nella categoria dei pesi gallo e nel 1940 in quella dei pesi leggeri.

### Carriera da professionista

#### Gli inizi ed il periodo nell'esercito statunitense
Robinson fece il suo debutto tra i professionisti il 4 ottobre 1940, battendo per KO al 2º round Joe Echevarria. Combatté e vinse altre 5 volte quell'anno, di cui 4 per KO. Nel 1941 sconfisse il campione del mondo in carica Sammy Angott, il futuro campione Marty Servo e l'ex campione Fritzie Zivic. Il match tra Robinson e Angott si svolse oltre al limite di peso della categoria dei pesi leggeri perché Angott non volle rischiare di perdere il suo titolo.
Robinson sconfisse Zivic al Madison Square Garden di fronte a 20.551 persone, una cifra record per quei tempi. Robinson vinse i primi cinque round, secondo il New York Times, prima dell'aggressiva rimonta di Zivic nei round 6 e 7. Robinson riuscì a controllare Zivic nelle due riprese successive e lo fece traballare nel 9º round. Alla fine di un 10º round molto serrato, Robinson venne dichiarato vincitore da tutti e tre i giudici di gara.
Nella rivincita, disputata nel gennaio 1942, Robinson mise KO Zivic al 10º round. Questa fu solo la seconda sconfitta prima del limite della carriera di Zivic, in più di 150 incontri disputati. Robinson era riuscito a stenderlo anche nel round precedente, e all'atterramento successivo l'arbitro decise di porre fine all'incontro, nonostante le proteste da parte di Zivic e del suo angolo. Robinson vinse poi quattro incontri per KO, prima di dare la rivincita anche a Servo in un match che finì ai punti con un verdetto controverso. Non tutti i giudici furono d'accordo.

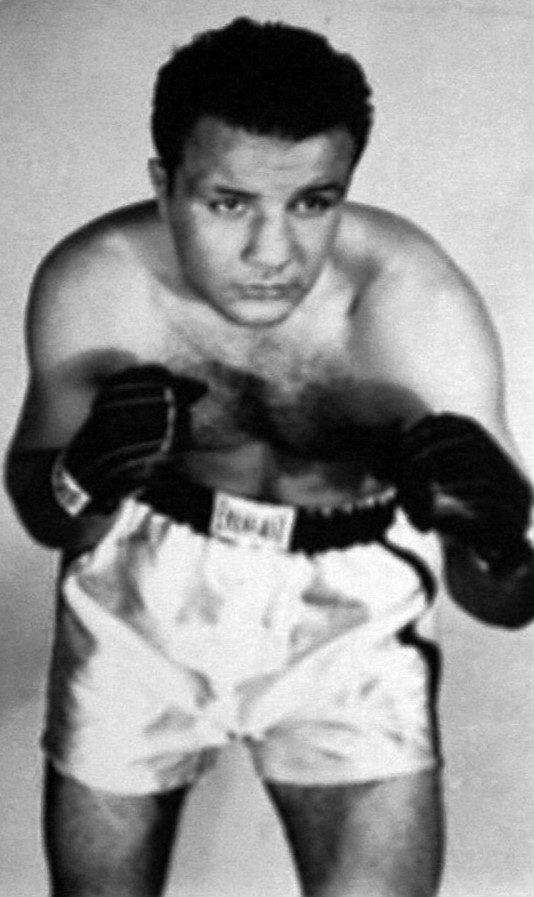
Il Raging Bull Jake LaMotta, storico rivale di Sugar Ray Robinson

Dopo aver vinto altri tre match, Robinson ad ottobre affrontò per la prima volta Jake LaMotta, che sarebbe poi diventato uno dei suoi più grandi rivali. LaMotta venne sconfitto con verdetto unanime. Robinson pesava quasi 6 kg in meno di LaMotta ma riuscì a controllare il match e, a dire la verità, i pugni più pesanti furono i suoi.
Robinson vinse in seguito altri tre scontri, incluse due vittorie su Izzy Jannazzo, dal 19 ottobre al 14 dicembre. Per le sue grandi prestazioni Sugar Ray venne nominato Fighter Of The Year. Finì il 1942 con un totale di 14 vittorie e nessuna sconfitta.
Robinson raggiunse in seguito un record di 40–0, prima di perdere per la prima volta, nella sua carriera professionale, nella rivincita concessa a Jake LaMotta. LaMotta, che pesava circa 7 kg in più di Robinson, lo atterrò all'8º round e vinse con verdetto unanime. L'incontro si svolse nella sua città natale, Detroit, e riuscì ad attrarre un pubblico da record. Dopo aver perso le prime riprese del match, LaMotta riuscì a rimontare nei round seguenti e vincere la contesa. Dopo aver vinto il terzo rematch con LaMotta poche settimane dopo, Robinson affrontò il suo idolo d'infanzia, l'ex campione Henry Armstrong. Si disse che Robinson accettò l'incontro solamente perché Armstrong aveva bisogno di soldi ed era in difficoltà economiche. Ai tempi Armstrong aveva già un'età avanzata per un pugile ed in seguito Robinson affermò di averlo sfidato solo per aiutarlo. L'incontro terminò per decisione unanime a favore di Ray.
Il 27 febbraio 1943 Robinson venne arruolato nell'esercito statunitense, nuovamente col nome di Walker Smith. Ebbe una carriera militare breve, durata 15 mesi. Robinson, assieme a Joe Louis, fece varie esibizioni di pugilato di fronte alle truppe americane, finendo nei guai diverse volte. Litigò con i suoi superiori per le discriminazioni razziali nei suoi confronti e rifiutò di esibirsi quando gli venne detto che i soldati neri non potevano assistere ai suoi incontri. Nella seconda metà del marzo 1944, Robinson era di stazione presso il Fort Hamilton di Brooklyn in attesa di una nave diretta in Europa, dove era in procinto di esibirsi in ulteriori match di esibizione. Tuttavia, il 29 marzo Sugar Ray sparì misteriosamente dalla sua caserma. Quando si svegliò il 5 aprile presso il Fort Jay Hospital del Governors Island, aveva oramai perso il viaggio per l'Europa e fu inoltre accusato di diserzione. Lo stesso Robinson affermò di essere caduto dalle scale della sua caserma il 29 marzo e di soffrire di amnesia totale, dichiarando inoltre di non ricordare nulla da quel momento sino al 5 di aprile. Secondo la versione del pugile, il 1º aprile sarebbe stato trovato per le strade da un passante e portato all'ospedale. Nella sua relazione d'esame, un medico di Fort Jay concluse che le affermazioni di Robinson erano veritiere. 
Robinson venne esaminato dalle autorità militari, che gli diagnosticarono problemi mentali, e gli fu concesso di abbandonare la carriera militare il 3 giugno 1944. Più tardi si lamentò che la stampa di settore aveva ingiustamente travisato la vicenda, bollandolo come un "disertore".
Durante il servizio militare, Robinson fece amicizia con Joe Louis, e i due, al termine della guerra, si misero in affari insieme. Progettarono di iniziare un'attività di distribuzione di liquori a New York, ma non riuscirono ad ottenere la licenza a causa del colore della loro pelle. Oltre alla rivincita persa con LaMotta, l'unico avversario di rilievo affrontato da Robinson in quel periodo fu José Basora nel 1945, in un match finito con un pareggio dopo 10 round.

#### Campione dei welter e dominio della divisione
Al 1946 Robinson aveva combattuto 75 incontri, con un record di 73–1–1, e sconfitto tutti i più grandi nomi dei pesi welter. Tuttavia rifiutò di collaborare con la mafia, che ai tempi controllava parecchio il mondo della boxe, e gli venne negata la possibilità di combattere per il titolo della divisione.
Ebbe finalmente la chance di battersi per un titolo il 20 dicembre 1946, contro Tommy Bell. Robinson aveva già sconfitto Bell ai punti con verdetto unanime l'anno precedente. I due si affrontarono per la corona resa vacante da Servo, che fu sconfitto in due occasioni da Sugar in incontri non validi per il titolo. Nell'incontro Robinson, che avrebbe affrontato Artie Levine un mese dopo, venne atterrato da Bell ma riuscì a rimettersi in piedi. L'incontro venne definito "una guerra", ma dopo 15 riprese Robinson riuscì a strappare una vittoria di misura, conquistando il titolo vacante dei welter.
L'anno seguente, dopo quattro incontri non validi per la corona dei welter, Robinson difese per la prima volta il suo titolo contro il ventiduenne Jimmy Doyle, che all'8º round finì KO. Prima di quel match Robinson ebbe un terribile sogno premonitore: avrebbe accidentalmente ucciso Doyle sul ring. Di conseguenza, per lo spavento Robinson decise inizialmente di non combattere l'incontro. Tuttavia, un prete ed un altro religioso lo convinsero ad affrontare ugualmente il match. L'incubo avuto da Ray si avverò la notte del 25 giugno 1947, quando Robinson si impose per gran parte dell'incontro prima di stendere al tappeto Doyle privo di sensi con un potente gancio sinistro all'8º round. Inizialmente parve un normale KO, ma Doyle non si rialzò più e sembrava svenuto. Il giovane venne immediatamente trasportato al St. Vincent's Charity Hospital subito dopo la sfida ma non riprese più conoscenza e morì tragicamente poche ore dopo a causa dei danni riportati. Più tardi, Robinson affermò che la morte di Doyle fu un "colpo duro" e difficile da superare.
Dopo la morte di Jimmy Doyle, Robinson fu oggetto di alcune accuse penali, inclusa una per omicidio preterintenzionale, ma fu prosciolto successivamente da ognuna di esse. Dopo essere venuto a conoscenza delle intenzioni del giovane di comprare un'abitazione per la propria madre, Robinson donò a quest'ultima le borse dei suoi quattro match successivi affinché potesse acquistare una casa tutta sua, per realizzare il sogno del figlio deceduto.
Nel 1948 Robinson combatté 4 match, di cui uno solo valido per il titolo. Tra i pugili che sconfisse nei match non titolati figura il nome del futuro campione mondiale Kid Gavilán, che Robinson batté ai punti in 10 round con un verdetto non unanime. Gavilan colpì l'avversario con pugni molto violenti ma Robinson riuscì ad imporsi nei round finali con una serie di jab e ganci sinistri. Nel 1949 disputò 16 incontri, ma difese il suo titolo in una sola circostanza. In quell'unica occasione affrontò nuovamente Gavilan in un'attesa rivincita. La prima parte del match fu molto serrata ma dalla metà in poi Robinson prese il controllo della situazione. Gavilan avrebbe dovuto aspettare altri due anni per dare inizio al suo storico regno di campione dei welter.
L'unico pugile a sostenere il confronto con Robinson quell'anno fu Henry Brimm, a Buffalo, con il quale pareggiò in 10 riprese. Robinson combatté 19 volte nel 1950. Difese con successo il suo titolo dei welter per l'ultima volta contro Charley Fusari. Robinson vinse un match squilibrato, in cui Fusari subì anche un conteggio. Robinson donò l'intera borsa del match Fusari, con l'eccezione di $1, alla ricerca contro il cancro.
Nel medesimo anno Robinson affrontò George Costner, che si faceva chiamare anch'egli "Sugar" e che, nelle settimane prima del match, dichiarò di essere lui a meritare il soprannome di diritto. "È meglio che ci tocchiamo i guanti, perché questo è l'unico round", disse Robinson all'avversario quando i pugili furono chiamati al centro del ring. "Sugar non è il tuo nome. È il mio." Dopodiché Robinson mise KO Costner in 2 minuti e 49 secondi.

#### Il titolo mondiale dei medi ed il primo ritiro
Nella sua biografia Sugar affermò che il motivo del suo passaggio ai medi fu la difficoltà a rimanere al di sotto del limite di peso dei welter. Tuttavia, la mossa aveva anche dei vantaggi economici rilevanti, dato che la categoria dei medi comprendeva alcuni dei più grandi nomi della boxe dei tempi.
Robinson decise di competere per il titolo dei medi della Pennsylvania nel 1950, affrontando con successo Robert Villemain. Più avanti quell'anno sconfisse Jose Basora, con il quale aveva pareggiato in passato. Il velocissimo KO di Robinson in 50 secondi ai danni di Basora stabilì un record che sarebbe durato ben 38 anni. Robinson sconfisse poi il futuro campione della categoria Bobo Olson, che avrebbe affrontato e sconfitto altre tre volte, due di cui in sfide mondiali.
Il 14 febbraio 1951 Robinson e LaMotta, che in quel momento era il campione mondiale dei medi, si incontrarono per la sesta e ultima volta. L'incontro, disputato nel giorno degli innamorati, passò alla storia come la versione pugilistica del Massacro di San Valentino. Robinson conquistò in modo incontestabile il mondiale dei medi con un KOT al 13º round.
Dopo aver tenuto a distanza LaMotta per i primi 10 round, Robinson si scatenò su di lui in una serie di combinazioni selvagge che durarono tre round, finché l'arbitro dovette interrompere l'incontro e, per la prima volta in una carriera di 95 incontri da professionista, LaMotta venne sconfitto prima del limite.
Questo match, insieme ad altri dei 6 tra Robinson e LaMotta, venne rappresentato nel film Toro scatenato di Martin Scorsese. "Mi sono battuto con Sugar Ray così tante volte che mi è quasi venuto il diabete", disse in seguito LaMotta. Dopo aver vinto il suo secondo titolo mondiale, Robinson si imbarcò per un tour europeo che gli avrebbe fatto girare tutto il continente. Viaggiava con la sua Cadillac color rosa fenicottero, che ebbe un gran successo a Parigi, assieme ad un entourage di 13 persone, alcune delle quali portate "solamente per farsi delle risate". In Francia era considerato un vero e proprio eroe per aver sconfitto Jake LaMotta – i Francesi odiavano LaMotta perché aveva sconfitto Marcel Cerdan nel 1949, togliendogli il titolo mondiale (Cerdan morì in un incidente aereo mentre si stava recando negli Stati Uniti per combattere la rivincita con LaMotta).
Robinson incontrò persino il Presidente della Francia Vincent Auriol, baciando estemporaneamente sua moglie quattro volte, due per guancia, durante una cerimonia a cui presenziavano le più alte autorità francesi. Durante il suo match a Berlino contro Gerhard Hecht, Robinson venne squalificato per aver colpito l'avversario ad un rene: era una mossa legale negli Stati Uniti ma non in Europa. L'incontro venne dichiarato no-contest. A Londra, invece, perse il titolo mondiale dei medi contro Randy Turpin, in un sensazionale incontro finito ai punti in 15 riprese che costituì l'apice della carriera del pugile inglese.
Tre mesi dopo, al Polo Grounds, di fronte a 60.000 tifosi, Robinson mise KO Turpin al 10º round, riprendendosi il titolo. Robinson era in vantaggio ai punti, ma in uno scontro Turpin gli procurò un taglio alla testa.
Con l'incontro a rischio, Robinson si trovò costretto a tentare di chiuderlo al più presto. Aggredì Turpin e lo atterrò, poi lo mise alle corde colpendolo in modo così scatenato da costringere l'arbitro ad interrompere l'incontro. Per festeggiare la vittoria di Robinson, gli abitanti di Harlem uscirono a ballare per le strade. In seguito alla riconquista del titolo, Robinson venne nuovamente nominato Fighter Of The Year per il 1951. L'anno seguente affrontò Bobo Olson in un rematch che vinse ai punti con verdetto unanime.
Poi sconfisse l'ex campione del mondo Rocky Graziano in un incontro di tre round, prima di sfidare il campione dei mediomassimi Joey Maxim allo Yankee Stadium in un incontro valido per il titolo della categoria. Robinson si era costruito un buon margine di vantaggio sui cartellini di tutti e tre gli arbitri, ma la temperatura record di 39 °C che opprimeva lo stadio ebbe effetti devastanti a lungo termine e gli indebolì le gambe. L'arbitro Ruby Goldstein fu la prima vittima del caldo e dovette essere sostituito da un altro arbitro.
Robinson fu una delle vittime successive, mentre più tardi collassarono anche numerosi spettatori. Ray fu in grado di concludere il 13º round, ma alla campana di inizio del 14º non riuscì a rialzarsi dall'angolo. Venne decretata la sua sconfitta per KOT, l'unica prima del limite della sua intera carriera.
Lo stesso giorno dell'incontro, il 25 giugno 1952, Robinson si ritirò con un record di 131-3-1-1 per dedicare il suo tempo all'intrattenimento, cantando e ballando. Tuttavia, dopo circa tre anni, a causa dello scarso successo riscosso come showman e del declino delle sue attività, decise di riprendere la strada del pugilato.

#### Il ritorno e la seconda parte della carriera
Nel gennaio del 1955 Robinson fece il suo ritorno sul ring. Pur essendo stato lontano dalla boxe per oltre due anni, il suo lavoro come ballerino lo aveva mantenuto in condizioni fisiche eccellenti: nella sua autobiografia Sugar Ray affermò che nelle settimane precedenti al suo debutto come danzatore in Francia, aveva corso per cinque miglia (8 chilometri) ogni mattina e ballato per cinque ore ogni sera. Disse inoltre che gli allenamenti fatti nel tentativo di intraprendere la sua nuova carriera furono più duri di qualsiasi altro che avesse fatto durante la vita da pugile.
Al suo rientro, nel 1955, vinse per KO il suo primo incontro, prima di perdere ai punti contro Ralph Jones. Tuttavia non si arrese e sconfisse Rocky Castellani ai punti, anche se con un verdetto non unanime. Sfidò poi Bobo Olson, il campione in carica, per il titolo mondiale dei pesi medi. Riuscì a batterlo con un KO al 2º round e a conquistare la corona mondiale dei medi per la terza volta. A questa vittoria seguì la rivincita, un anno dopo, con in palio il titolo. In questo match (era la quarta volta che i due si affrontavano) Robinson stroncò Olson con la velocità del suo gancio sinistro, mettendolo KO al 4º round e sconfiggendolo così per la quarta ed ultima volta.

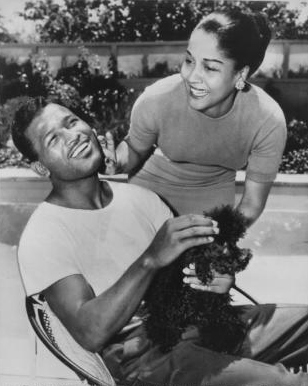
Robinson a fianco della seconda moglie Edna Mae Holly nel 1956

Nel 1957 Robinson, ormai trentaseienne, perse il titolo contro Gene Fullmer. Fullmer combatté con il suo stile aggressivo e proteso in avanti per cercare di controllare Robinson, riuscendo anche ad atterrarlo. Robinson, tuttavia, notò come Fullmer fosse vulnerabile al gancio sinistro. Per la rivincita, Fullmer era dato vincente per 3–1. Per i primi due round Robinson seguì i suoi spostamenti per tutto il ring, ma nel terzo cambiò tattica, e fece in modo che fosse Fullmer ad assalirlo. All'inizio della quarta ripresa Robinson uscì allo scoperto, travolgendo l'avversario con i suoi pugni veloci e potenti; i due si scambiarono serie di colpi e all'apparenza sembravano combattere alla pari. Nel 5º round, tuttavia, Robinson riconquistò in modo fulmineo il titolo, per la quarta volta, e lo fece con un veloce e micidiale gancio sinistro. Alcuni critici della boxe definirono quel gancio sinistro come "il pugno perfetto".
Fu la prima sconfitta per KO per Fullmer in 44 match e, quando qualcuno chiese a Robinson quanto, secondo lui, fosse stato veloce il suo gancio sinistro, rispose: "Non saprei. Però il messaggio gli è arrivato". Più tardi, quell'anno, Robinson perse il suo titolo contro l'ex campione dei welters Carmen Basilio, in 15 round intensissimi, davanti ai 38.000 spettatori che affollavano lo Yankee Stadium.
Se lo riprese però, incredibilmente, sei mesi più tardi, con una quinta volta da record, sconfiggendo Basilio nella rivincita. Robinson ebbe difficoltà con il peso e fu costretto ad un digiuno di 20 ore prima dell'incontro. Nei primi round danneggiò gravemente l'occhio di Basilio, che al 7º era talmente gonfio da essere totalmente chiuso. Due dei giudici diedero a Robinson un ampio margine di vantaggio: 72–64 e 71–64. Il terzo giudicò vincente Basilio per 69–64 e, quando il suo verdetto venne annunciato, venne fischiato da una folla di 19.000 persone. Il primo scontro con Basilio venne nominato Ring Magazine fight of the year da The Ring nel 1957, mentre il secondo ottenne il medesimo riconoscimento per il 1958.

#### Il declino

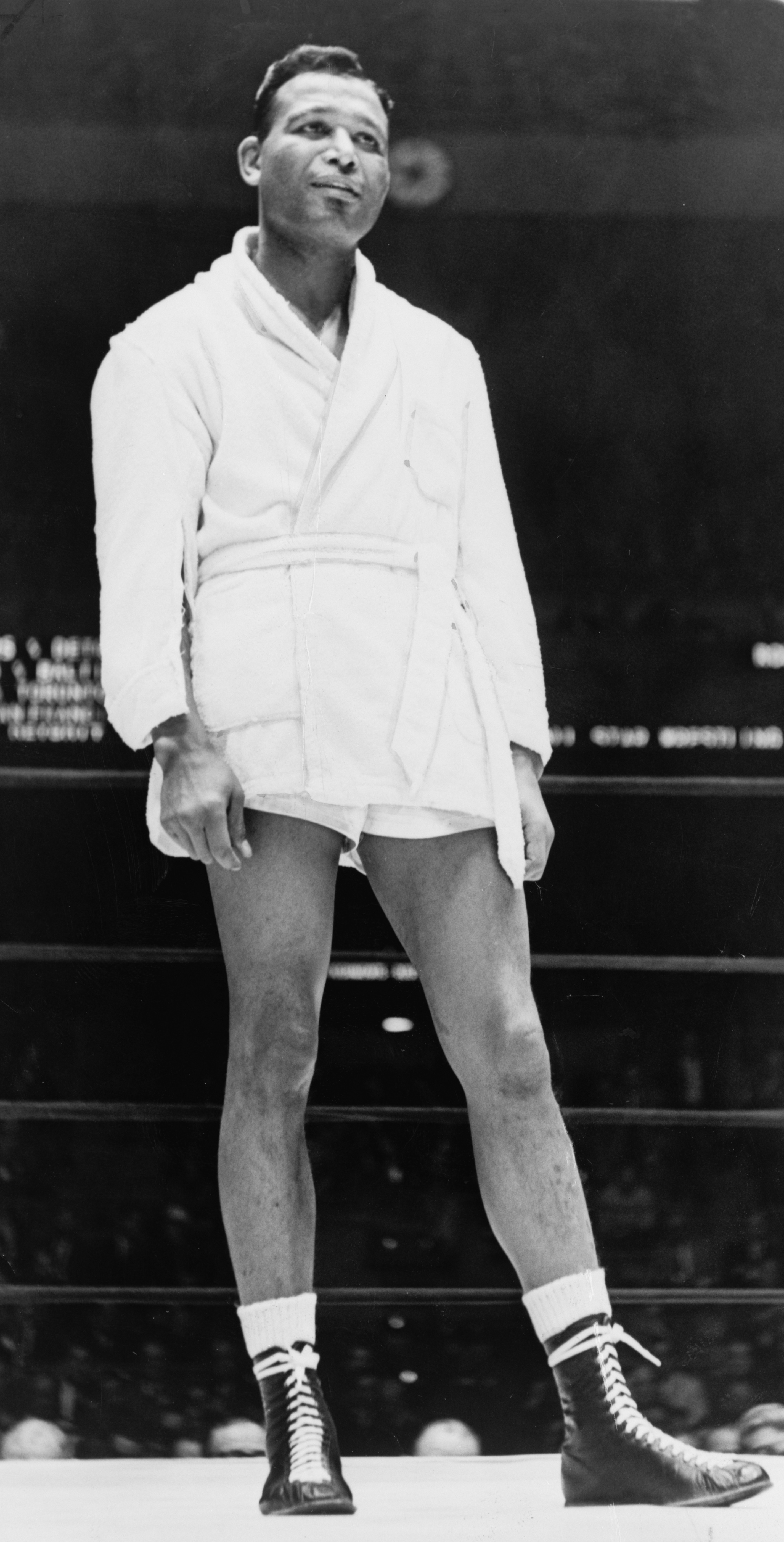
Sugar Ray Robinson al Madison Square Garden nel 1966

L'anno seguente Sugar Ray disputò solamente un incontro. Sconfisse per KO Bob Young al secondo round a Boston, nel suo unico match del 1959. Nel 1960, a ben 39 anni, decise di difendere il suo titolo contro Paul Pender. Alla vigilia Sugar era il gran favorito per 5–1. Tuttavia perse, ai punti e con un verdetto non unanime, di fronte ai 10.608 appassionati presenti al Boston Garden. Il giorno prima del match Pender dichiarò di voler iniziare lentamente, aumentando il ritmo col proseguire della gara. Concretizzò le sue intenzioni e sfinì Robinson che, pur avendolo ferito all'occhio, non riuscì a tenere il ritmo e fu bersagliato dagli attacchi dell'avversario, senza riuscire a ribattere a tono.
La possibilità di riconquistare il titolo per la sesta volta tentò Robinson, che decise di sfidare nuovamente Pender. Nonostante i suoi sforzi, però, Pender si aggiudicò la rivincita ai punti, per decisione unanime. Il 3 dicembre del medesimo anno Robinson affrontò nuovamente Gene Fullmer per il titolo WBA dei medi, ma la gara finì con un pareggio e il titolo rimase nelle mani Fullmer. I due si incontrarono nuovamente, per la quarta volta, e Fullmer vinse ai punti con verdetto unanime. Fu l'ultima volta in cui Robinson si batté per il titolo mondiale.
Robinson trascorse il resto degli anni sessanta disputando incontri della durata di 10 round. Nell'ottobre 1961 sconfisse ai punti Denny Moyer, che di lì a qualche anno sarebbe diventato campione del mondo. Partito come favorito per 12–5, il quarantunenne Robinson riuscì a battere l'avversario ventiduenne mantenendo la distanza ed evitando gli scontri ravvicinati. Nella rivincita, avvenuta quattro mesi dopo, Moyer sconfisse Robinson ai punti sottoponendolo ad una implacabile pressione. Moyer vinse per 7-3 secondo tutti e tre i giudici di gara. Robinson perse altre due volte nel 1962, prima di vincere sei incontri consecutivi contro avversari poco quotati.
Nel giugno 1963 Robinson perse per decisione unanime contro l'ex campione nonché Hall of Famer Joey Giardello. Giardello riuscì ad atterrare Robinson nel 4º round, ma il quarantaduenne campione, quando il conteggio dell'arbitro arrivò al 9, riuscì a rimettersi in piedi. Robinson rischiò anche di essere nuovamente atterrato nel 6º round, ma venne salvato dalla campana. Cercò di dare il massimo nelle due riprese successive ma nella parte finale di gara era oramai sfinito. Dopo quella sconfitta Sugar Ray intraprese un nuovo tour europeo. Robinson salì sul ring per l'ultima volta nel 1965, a 44 anni. Perse ai punti contro Joey Archer.
Il famoso giornalista sportivo Pete Hamill disse che vedere Robinson perdere contro Archer fu una delle esperienze più tristi della sua vita. Robinson finì perfino al tappeto e Hamill sottolineò come Archer non avesse affatto un pugno da KO; lo stesso Archer ammise in seguito che quella fu solo la seconda volta della sua carriera in cui era riuscito a procurare un knockdown ad un avversario. Il pubblico di 9.023 persone del Civic Arena di Pittsburgh onorò comunque Robinson con diverse standing ovation, persino nei momenti in cui veniva travolto dai pugni dell'avversario. L'11 novembre 1965 Robinson annunciò il suo ritiro definitivo dalla boxe dicendo: "Odio tirare troppo in lungo per avere un'altra chance". Si ritirò con un record di 174 vittorie, di cui 109 per KO, 19 sconfitte, 6 pareggi e 2 no-contest, congedandosi come uno dei picchiatori più temibili della storia del pugilato.

## Dopo il ritiro

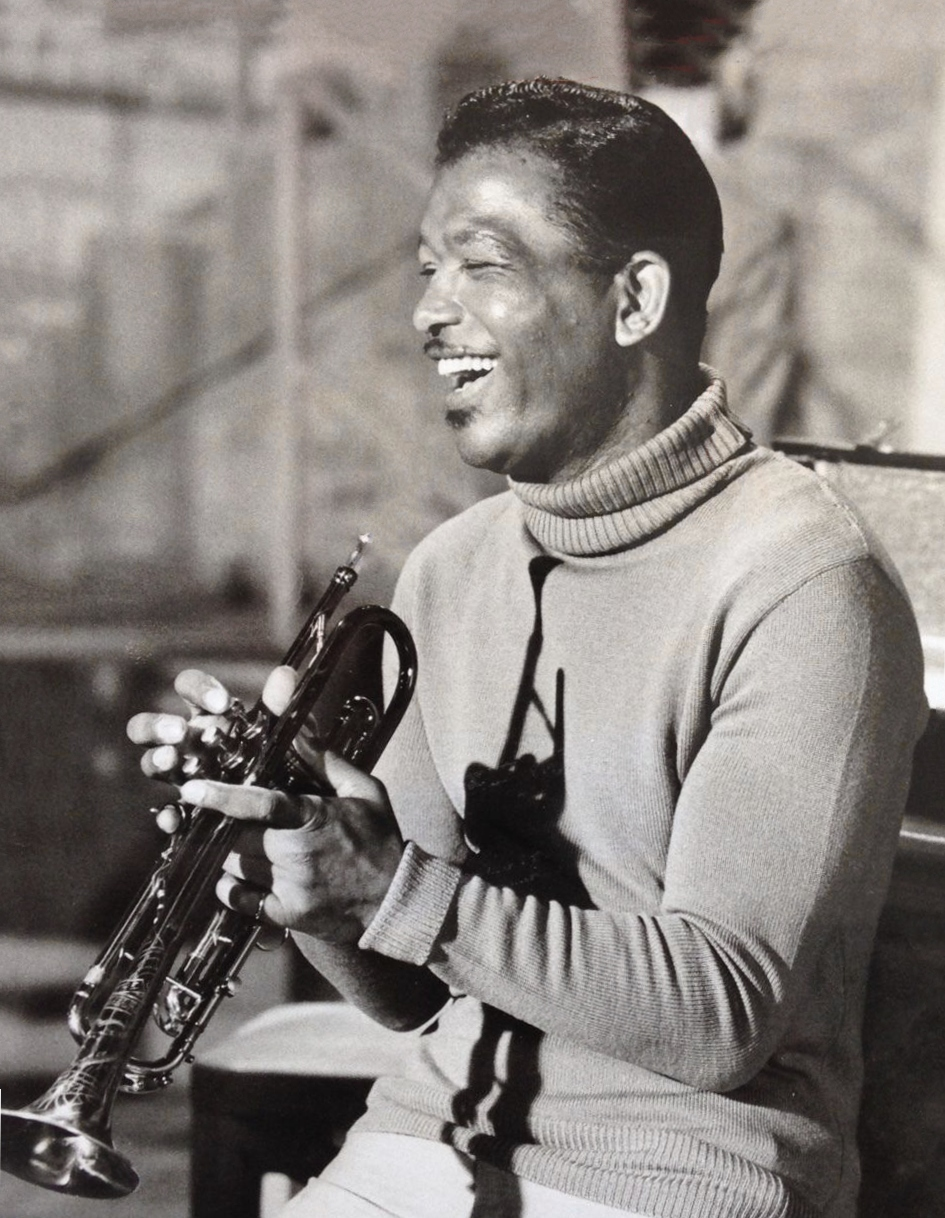
Sugar Ray Robinson nel 1969

Nella sua autobiografia Robinson dichiarò che nel 1965 era a pezzi e ridotto piuttosto male finanziariamente, avendo speso tutti i 4.000.000 di dollari guadagnati in più di 20 anni di carriera dentro e fuori dal ring. Un mese dopo il suo ultimo match, Robinson venne onorato con un Sugar Ray Robinson Night il 10 dicembre 1965 al Madison Square Garden di New York. Durante la cerimonia gli venne tributato un massiccio trofeo. Tuttavia, nel suo piccolo appartamento a Manhattan non c'era un solo mobile con le gambe forti a sufficienza per sostenerlo. Nel 1966 vestì i panni di Biff Bower nella serie "Land of the Giants", impersonando un ex pugile proprietario di un club e suonatore di tromba.
Pochi ricordano le sue due partecipazioni (nell'episodio "The Contenders") nella terza stagione di Missione Impossibile nel 1968. Nel 1969 fondò lo Sugar Ray Robinson Youth Foundation per i quartieri degradati dell'area di Los Angeles. La fondazione non sostiene alcun programma che riguardi il pugilato. Robinson incominciò ad avere gravi problemi di salute: gli fu diagnosticato il diabete mellito che venne curato con l'insulina. Negli ultimi anni gli venne diagnosticata la malattia di Alzheimer, che lo condusse alla morte all'età di 67 anni. Robinson venne sepolto all'Inglewood Park Cemetery ad Inglewood, California.

## Stile di combattimento
(Sugar Ray Robinson)

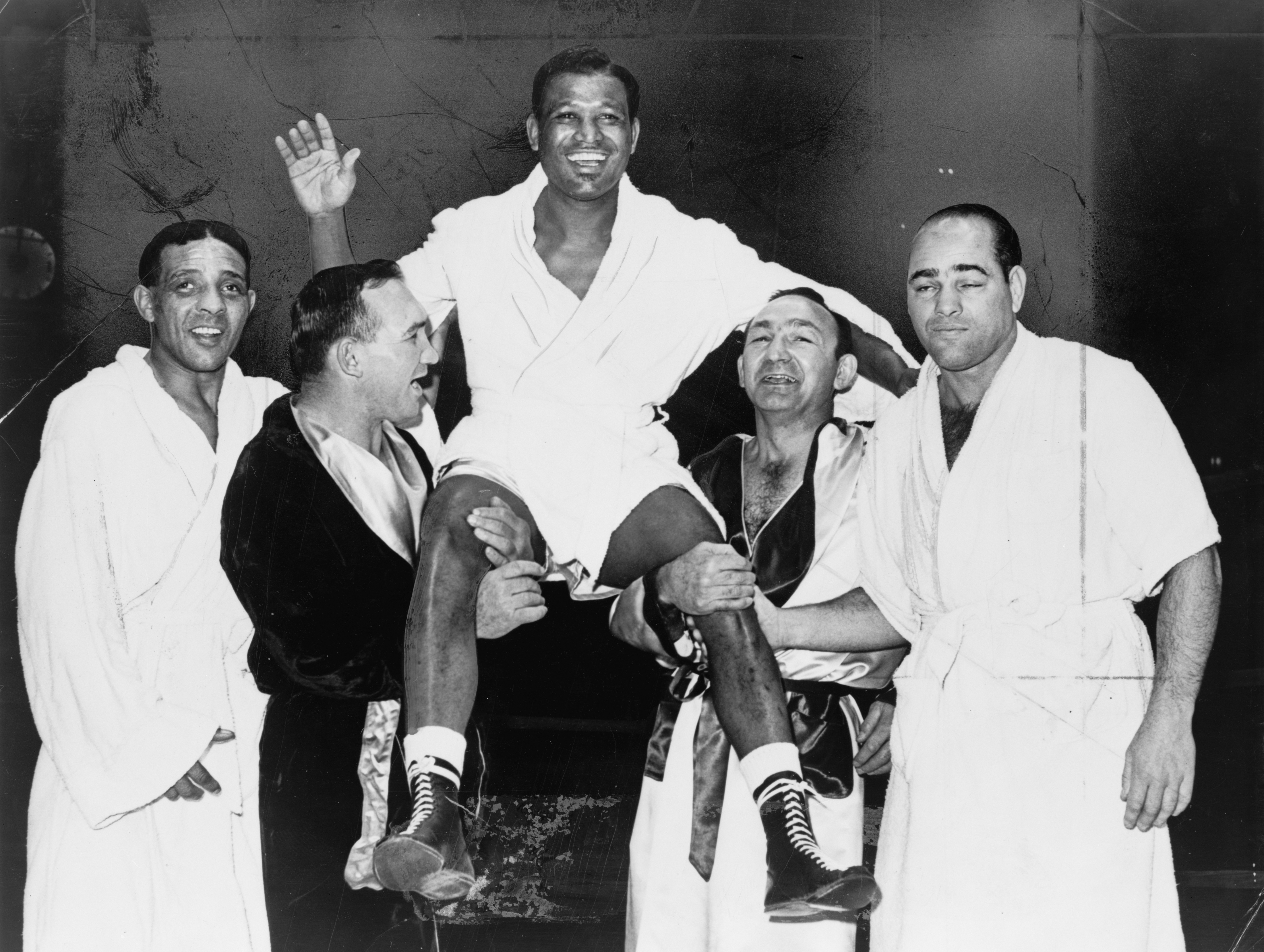
Sugar Ray Robinson sorretto da Gene Fullmer e Carmen Basilio nel 1965

Robinson era un pugile dotato di una scioltezza che gli arrivava probabilmente dalla seconda delle sue passioni, la danza. Viceversa, aveva tentato di trasporre nella danza il suo modo di muoversi sul ring, sciolto ma atletico ed estremamente ritmato. Fluidità a parte, di tutto il resto non gli mancava niente, dalla velocità del jab alla potenza del KO. Disponeva, insomma, di una versatilità assolutamente fuori dalla norma. Con la sua statura di 180 cm, Robinson era un peso welter altissimo, e anche come medio è stato tra i più alti campioni del mondo di ogni tempo (Carlos Monzón, ad esempio, anch'egli peso medio di alta statura, misurava 181 cm). La dotazione tecnica sopraffina che gli permetteva di boxare con uguale efficacia a distanza quanto nei corpo a corpo, insieme alla statura e all'eccezionale potenza, ne fecero uno degli stilisti-puncher più formidabili di ogni tempo.
I riflessi e le insuperabili capacità di scelta dei tempi gli consentivano di essere anche un grande colpitore d'incontro.
A tutto ciò Robinson univa una visione tattica che gli consentiva di adattare la sua scherma a qualsiasi tipo di avversario: riusciva a dominare tanto i pugili aggressori-in fighter, quanto i picchiatori, quanto gli stilisti-puncher come lui. Secondo Bert Sugar, uno dei più autorevoli osservatori di pugilato, "Robinson poteva infliggere un pugno da KO perfino arretrando."
Non aveva differenza tra le due mani, abili e potenti in modo identico e da cui partiva una straordinaria varietà di colpi, tutti ugualmente efficaci. Secondo un articolo di TIME del 1951, "Il repertorio di Robinson, che esplode con uguale velocità e potenza da entrambi i pugni, comprende qualsiasi colpo, dal bolo al gancio, ad altri che gli vengono così al momento." Robinson riteneva che quando un pugile si allena ad un certo livello, la tecnica e le reazioni diventano quasi dei riflessi condizionati. "Non pensi più, è solo istinto. Se ti fermi a pensare, sei finito."

## I rivali storici
Pur avendo incontrato campioni di valore assoluto anche tra i welter (Sammy Angott, Marty Servo, Fritzie Zivic, Kid Gavilán), si può dire che in quella categoria Robinson non avesse rivali. Fino al 1950, quando decise di passare tra i medi, Robinson come welter era sostanzialmente imbattuto, perché dell'unica sconfitta subita in quella categoria (da parte di LaMotta, nel 1943), a causa della differenza di peso si può dire che si trattasse di un incontro tra un peso welter e un peso medio.
Salendo di categoria, Robinson si ritrovò tra antagonisti molto più competitivi rispetto a lui di quanto lo fosse qualsiasi welter. Anche perché alcuni di essi, di valore assoluto quali Basilio e Fullmer, erano più giovani e si batterono con Robinson in un'età in cui la stragrande maggioranza dei pugili ha una competitività ridotta, logorata dagli anni e dal peso della carriera. La grandezza di Robinson, in ogni caso, deve essere valutata anche tenendo conto degli avversari della seconda parte della propria carriera.
Sarebbe stato uno dei più grandi di ogni tempo se non fosse rientrato dopo il ritiro del 1952. Invece lo fece, e sconfisse fior di campioni nel fiore degli anni quali Olson, Basilio e Fullmer che, con il loro valore, fanno brillare ancora di più quello di Robinson. I seguenti sono i rivali a cui Robinson contese con successo il mondiale dei medi. I mondiali successivi persi contro Pender non fanno storia: se Robinson lo avesse incontrato a 28 anni, anziché a 38, le cose sarebbero probabilmente andate diversamente.

### Jake LaMotta
È l'unico dei grandi rivali di Robinson che avesse la sua stessa età. Di 7 cm più basso, LaMotta era un pugile aggressore-in fighter, stile di cui è un'icona, insieme a pugili del calibro di Harry Greb e Rocky Marciano. LaMotta era temutissimo per la carica distruttiva con cui incalzava l'avversario e per le doti di incassatore. Robinson lo incontrò per la prima volta nel 1942, quando era ancora un welter, mentre LaMotta era un peso medio naturale, e lo batté ai punti con un verdetto unanime.
L'anno seguente, tuttavia, LaMotta inflisse a Robinson la prima sconfitta della sua carriera, mandandolo al tappeto al primo round e concludendo l'incontro con un chiaro vantaggio ai punti. I successivi quattro incontri andarono tutti a Robinson.
L'ultimo è quello del cosiddetto massacro di San Valentino, svoltosi il 14 febbraio 1951, in cui Robinson, al termine di un incontro durissimo, batté LaMotta per KO tecnico al 13º round, la prima vera sconfitta prima del limite subita da "Raging Bull". L'incontro dovette essere fermato dall'arbitro: LaMotta era sfinito e abbandonato sulle corde, mentre Robinson infieriva, senza però riuscire ad abbatterlo. Fu un match così tremendo che LaMotta non fu più lo stesso di prima.

### Randy Turpin
Turpin era un grande talento, un pugile completo di tecnica, stile e potenza. Era fragile solo psicologicamente.
Di sette anni più giovane di Robinson, a cui assomigliava anche nella struttura fisica (era più basso di soli 3 cm), Turpin batté Robinson il 10 luglio del 1951, ai punti in 15 riprese, togliendogli il titolo e diventando campione del mondo a soli 23 anni. Due mesi più tardi Robinson si riprese il titolo, dominando Turpin e infliggendogli una punizione che gli segnò il resto della vita. La folgorante fama mondiale che Turpin aveva ricevuto dalla vittoria su Robinson, e il crollo altrettanto improvviso che fece seguito, contribuirono probabilmente a creare in Turpin un dramma psicologico che lo avrebbe condotto alla rovina e al suicidio.

### Bobo Olson
Olson era di sette anni più giovane di Robinson e quasi altrettanto alto. I due erano separati da una differenza di stile molto evidente, a cui Olson suppliva con una potenza ed una resistenza eccezionali. Robinson lo incontrò e sconfisse 4 volte, di cui 3 con tremendi KO. Nei primi due incontri Olson aveva 22 e 23 anni e un'esperienza sicuramente non sufficiente a contrastare un campione come Robinson che, come se non bastasse, era all'apice dell'efficienza fisica e della carriera.
Ciò nonostante, nel secondo dei 4 incontri, che avvenne subito dopo i due molto pesanti che Robinson aveva dovuto sostenere contro Randy Turpin, tutti si aspettavano che Olson venisse sconfitto facilmente. Finì invece ai punti e fu l'incontro in cui Olson creò più difficoltà a Robinson. I due incontri successivi, avvenuti dopo il rientro di Robinson del 1955 e dopo che Olson aveva dimostrato il proprio valore conquistando e detenendo per due anni il titolo mondiale, dimostrarono in due sfide mondiali la superiorità schiacciante del tipo di boxe di Robinson rispetto a quella praticata da Olson, la cui carriera, dopo i due match con Robinson, non fu più la stessa.

### Gene Fullmer
Di dieci anni più giovane di Robinson, Fullmer era di 8 cm più basso, ma aveva una struttura fisica estremamente solida, che ne faceva un picchiatore molto temuto e dalla grande resistenza, con una boxe d'assalto che metteva in difficoltà chiunque. Robinson lo incontrò quattro volte in incontri validi per il titolo.
Nel primo incontro, nel 1957, Fullmer mise Robinson al tappeto, battendolo ai punti e togliendogli il mondiale. Nel secondo Robinson inflisse a Fullmer uno dei due KO subiti in tutta la carriera. La terza sfida terminò con un pareggio, mentre nella quarta prevalse ancora Fullmer ai punti.

### Carmen Basilio
Basilio era di sei anni più giovane di Robinson ed aveva una struttura fisica molto diversa, essendo alto 169 cm, 11 in meno, fatto che lo costringeva ad una tattica d'assalto in cui Basilio era specializzato, pur essendo dotato anche di stile. Basilio incontrò Robinson 2 volte, nel 1957 e nel 1958. Entrambi gli incontri erano validi per il mondiale dei medi e finirono ai punti dopo 15 round, con verdetti non facili da emettere.
Il primo fu vinto da Basilio, il secondo da Robinson, e furono tra i mondiali più avvincenti della storia dei medi. Basilio ne uscì logorato, nei pochi match che sostenne da lì al suo ritiro, tra cui i due mondiali persi per KO contro Gene Fullmer, non fu più il pugile che era stato fino agli scontri con Robinson. Robinson, ugualmente, dopo gli incontri con Basilio, si batté con Fullmer. A dispetto dell'età, Robinson pareggiò un incontro, ne vinse uno con un KO strabiliante e ne perdette due ai punti.

## Vita personale
Robinson sposò Marjore Joseph nel 1938; il matrimonio fu annullato lo stesso anno. Il loro figlio, Ronnie Smith (che diventerà pattinatore professionista di roller derby), nacque nel 1939. Robinson incontrò la sua seconda moglie, Edna Mae Holly, una nota ballerina che si esibiva al Cotton Club e che aveva girato l'Europa con Duke Ellington e Cab Calloway, nel 1940. Secondo lo stesso Robinson, la incontrò in una piscina che frequentava dopo gli allenamenti di pugilato. In un tentativo di attirare la sua attenzione, un giorno la spinse nella piscina e finse che si trattasse di un incidente. Il tentativo fu trattato con sdegno, così Robinson fu costretto a comparire al nightclub dove lei ballava e a presentarsi. Incominciarono a frequentarsi e si sposarono nel 1943. Ebbero un figlio, Ray Robinson, Jr. (nato nel 1949) e divorziarono nel 1960. Nell'aprile 1959, la sorella più vecchia di Robinson, Marie, morì di cancro all'età di 41 anni.
Nel 1965 Robinson sposò Millie Wiggins Bruce, di diversi anni maggiore di lui, e la coppia si stabilì a Los Angeles. Quando Robinson si ammalò, il figlio minore accusò la matrigna di tenerlo sotto l'effetto di medicinali e di manipolarlo. Secondo Ray Robinson Jr., quando la madre di Sugar Ray morì, Sugar Ray non poté essere presente ai funerali perché Millie lo drogava e lo plagiava. Tuttavia, Robinson era stato ricoverato all'ospedale il giorno prima della morte della madre, perché la pressione del sangue gli si era alzata a causa dell'agitazione.
Robinson Jr. and Edna Mae rivendicarono anche di essere stati tenuti lontani da Robinson da Millie durante gli ultimi anni della sua vita. Robinson era molto rispettato per la sua disciplina dal jazzista Miles Davis.

## Sugar Ray Robinson secondo gli altri campioni
Muhammad Ali, che nel corso della sua carriera si vantava, in modo spettacolare di essere: "The Greatest", il più grande, ha in realtà classificato Robinson come più grande pugile di ogni tempo "Pound by Pound" ovvero il migliore attraverso tutte le categorie di peso. 
Altri grandi pugili, come Joe Louis, Sugar Ray Leonard, Jake LaMotta, hanno espresso pareri del tutto simili a quello di Ali.
Se sulle qualità sportive sono tutti d'accordo, esiste chi ha qualche riserva sulle doti umane.
Carmen Basilio fu intervistato per un documentario della HBO su Sugar Ray Robinson intitolato The Dark Side of a Champion ("Il lato oscuro di un campione"). Basilio disse che nonostante rispettasse il talento di Robinson sul ring, non gli piaceva affatto come persona, al punto di chiamarlo "son of a bitch" ("figlio di puttana"). Basilio disse che a suo parere Robinson era la più arrogante e sgradevole delle persone che si potesse pensare di incontrare.

## Curiosità
- Nonostante il fisico esile, i suoi pugni erano temutissimi da tutti i suoi avversari: ne sapeva qualcosa Jake LaMotta, che fu sconfitto da Robinson ben 5 volte su 6.
- Robinson amava moltissimo la musica jazz, al punto di allenarsi con un'orchestrina che suonava per lui in palestra.
- Negli anni cinquanta donò la borsa di un suo incontro per la ricerca contro il cancro.[26]
- Sugar Ray Robinson è comparso in Fight Night Round 4 titolo per Xbox 360 e PlayStation 3 come personaggio giocabile.[61]
- il 27 Novembre del 1979 Bob Marley Suonò al Roxy Theatre di Hollywood per la Sugar Ray Robinson Foundation